# Toni González
Antonio González Rodríguez, detto Toni (Albacete, 7 gennaio 1982), è un ex calciatore spagnolo, di ruolo centrocampista.

## Carriera

### Club
Nato ad Albacete in Castiglia-La Mancia, ha esordito con il Maiorca nella Liga nella stagione 2003-2004, giocando anche 7 partite nella Coppa UEFA di quella stagione, andando a segno in trasferta contro l'APOEL (2-1) e lo Spartak Mosca (3-0), dove la squadra delle Isole Baleari ha raggiunto i sedicesimi di finale.
In seguito ha giocato in prestito al Ciudad de Murcia in seconda divisione e al Real Oviedo in terza divisione. Svincolato dal Maiorca nel 2006, si è trasferito in Grecia, militando nel PAOK e in quattro squadre della serie cadetta, ottenendo la promozione nel 2011 con il Doxa Dramas.

## Statistiche

### Presenze e reti nei club
| Stagione           | Squadra            | Campionato         | Campionato | Campionato | Coppe nazionali | Coppe nazionali | Coppe nazionali | Coppe continentali | Coppe continentali | Coppe continentali | Altre coppe | Altre coppe | Altre coppe | Totale | Totale |
| Stagione           | Squadra            | Comp               | Pres       | Reti       | Comp            | Pres            | Reti            | Comp               | Pres               | Reti               | Comp        | Pres        | Reti        | Pres   | Reti   |
| ------------------ | ------------------ | ------------------ | ---------- | ---------- | --------------- | --------------- | --------------- | ------------------ | ------------------ | ------------------ | ----------- | ----------- | ----------- | ------ | ------ |
| 2003-2004          | Maiorca            | PD                 | 14         | 0          | CR              | 1               | 0               | CU                 | 7                  | 2                  | SS          | 2           | 0           | 24     | 2      |
| 2004-2005          | Ciudad de Murcia   | SD                 | 24         | 3          | CR              | 2               | 0               |                    | -                  | -                  |             | -           | -           | 26     | 3      |
| 2005-2006          | Real Oviedo        | SDB                | 20         | 0          | CR              | 0               | 0               |                    | -                  | -                  |             | -           | -           | 20     | 0      |
| 2006-2007          | PAOK               | SL                 | 20         | 0          | CG              | 2               | 0               |                    | -                  | -                  |             | -           | -           | 22     | 0      |
| 2007-2008          | PAOK               | SL                 | 16         | 2          | CG              | 1               | 0               |                    | -                  | -                  |             | -           | -           | 17     | 2      |
| Totale PAOK        | Totale PAOK        | Totale PAOK        | 36         | 2          |                 | 3               | 0               |                    | -                  | -                  |             | -           | -           | 39     | 2      |
| 2008-2009          | Iōnikos            | BE                 | 24         | 5          | CG              | 0               | 0               |                    | -                  | -                  |             | -           | -           | 24     | 5      |
| 2009-2010          | Doxa Dramas        | BE                 | 26         | 2          | CG              | 1               | 0               |                    | -                  | -                  |             | -           | -           | 27     | 2      |
| 2010-2011          | Doxa Dramas        | FL                 | 24         | 1          | CG              | 1               | 0               |                    | -                  | -                  | -           | -           | -           | 25     | 1      |
| Totale Doxa Dramas | Totale Doxa Dramas | Totale Doxa Dramas | 40         | 3          |                 | 2               | 0               |                    | -                  | -                  |             | -           | -           | 42     | 0      |
| 2011-2012          | Larissa            | FL                 | 17         | 0          | CG              | 0               | 0               |                    | -                  | -                  |             | -           | -           | 17     | 0      |
| 2012-2013          | Kallonī            | FL                 | 14         | 1          | CG              | 0               | 0               |                    | -                  | -                  |             | -           | -           | 14     | 1      |
| Totale carriera    | Totale carriera    | Totale carriera    | 199        | 14         |                 | 8               | 0               |                    | 7                  | 2                  |             | 2           | 0           | 216    | 16     |